# Alberto Malaspina

Stemma dei Malaspina dello Spino Fiorito.

Alberto Malaspina (Pontremoli, 1160/1165 – 1210 circa) è stato un poeta e trovatore italiano, che componeva in lingua occitana. Viene ricordato anche per essere stato protettore di molti trovatori provenzali.

## Biografia
Figlio di Obizzo "il Grande", nacque a Pontremoli, nel nord della Toscana, tra il 1160 e il 1165 e morì intorno al 1210. Fu un esponente della nobile casata d'origini longobarde dei Malaspina, i quali, per sua mano, furono costretti a cedere il castello di Grondola ai piacentini. 
Alberto Malaspina detto "il Moro" e "lo marches putanier", è ricordato soprattutto per essere stato un trovatore. Suoi  "colleghi" in terra italica furono il genovese Lanfranco Cigala, il veneziano Bartolomeo Zorzi e, più celebre di tutti, Sordello da Goito, l'anima lombarda "altera e disdegnosa" che si accompagna a Virgilio e Dante nell'Antipurgatorio. Il Malaspina, che altri trovatori definirono "valenz hom, larcs e cortes", è forse più noto per la tenzone sboccata e senza freni (lo stile tradizionale delle tenzoni) con il provenzale Rambaldo di Vaqueiras, che lo definisce marches putanier :  è questa l'unica testimonianza rimasta dell'opera poetica di Alberto. 

Va ricordato che Peire Vidal gli dedicò l'ultima canzone scritta prima della morte, rivolgendoglisi in modo ingiurioso.

## Discendenza
Sposò una delle figlie, il cui nome non è noto (forse Beatrice), di Guglielmo V del Monferrato ed ebbero una figlia, Caracosa.